# Slovenské Nové Mesto
Slovenské Nové Mesto (in ungherese Újhely) è un comune della Slovacchia facente parte del distretto di Trebišov, nella regione di Košice.
Il comune fu fondato nel 1918 insieme alla Repubblica Cecoslovacca, dalla separazione di parte della città ungherese di Sátoraljaújhely.

## Geografia fisica
Il villaggio si trova ad un'altitudine di 104 metri e ricopre un'area di 13.382 km2. Ha una popolazione di circa 1060 persone.

## Società

### Etnie e minoranze straniere
La popolazione è composta per l'87% da Slovacchi e per il 13% da Magiari.

## Politica
L'attuale sindaco è Ján Kalinič.